# Ames (Iowa)
Pour les articles homonymes, voir Ames (homonymie).
Ames est une ville de l'État de l'Iowa, aux États-Unis. Il est situé à environ 48 km au nord de Des Moines, dans le centre de l'Iowa. Il est surtout connu comme le siège de l'Université d'État de l'Iowa (ISU), avec des écoles d'agriculture, de conception, d'ingénierie et de médecine vétérinaire de premier plan. Un laboratoire national du Département de l'Énergie des États-Unis, Ames Laboratory (en), est situé sur le campus de l'ISU. C’est la plus grande ville du comté, bien que le siège du comté soit Nevada.
Ames héberge également des sites du Département de l'Agriculture des États-Unis (USDA) : le plus grand centre fédéral des maladies animales aux États-Unis, le Centre national des maladies animales (NADC) du Service de recherche agricole de l'USDA, ainsi que l'un des deux sites nationaux de l'USDA pour les animaux et Service d'inspection phytosanitaire (APHIS), qui comprend le Laboratoire national des services vétérinaires et le Centre des produits biologiques vétérinaires. Ames héberge également le siège du département des transports de l'Iowa (en).

## Transports
Ames possède un aéroport municipal (code AITA : AMW (en)).

## Personnalités liées à Ames
- John Vincent Atanasoff et Clifford Berry[1]
- Kate Austen
- Harrison Barnes
- Robert Bartley (en)
- Ruth Bascom (en)
- Juan Sebastián Botero (en)
- Wally Bruner (en)
- John E. Buck (en)
- George Washington Carver
- Carrie Chapman Catt
- Laurel Clark
- Kip Corrington (en)
- Ann Cotten (en)
- John Darnielle (en)
- Charles W. "Chuck" Durham (en)
- Envy Corps (en)
- Jane Espenson
- Brian Evenson
- Dan Gable
- Michael Gartner (en)
- Lyle Goodhue (en)
- Leslie Hall
- Terry Hoage (en)
- Fred Hoiberg
- Fern Kupfer (en)
- Jake Johannsen
- Meg Johnson (poétesse)
- Ted Kooser (en)
- J. Virginia Lincoln
- Margaret Lloyd (en)
- Doug McDermott
- Edward Mezvinsky (en)
- Neva Morris, supercentenaire
- Laurel Nakadate
- Yong Chin Pak (en)
- Sara Paretsky
- Velma Wallace Rayness (en)
- Christine Romans (en)
- Cael Sanderson
- Peter Schickele
- Dan Shechtman
- Jane Smiley
- Brian Smith (photographe) (en)
- Ken Smith (architecte) (en)
- George Snedecor
- Neal Stephenson
- Evan Stone
- Billy Sunday
- Jamaal Tinsley
- Fred Tisue (en)
- Bob Walkup
- Hugh D. Young (en)

Joe Burrow

## Source
- (en) Cet article est partiellement ou en totalité issu de l’article de Wikipédia en anglais intitulé « Ames, Iowa » (voir la liste des auteurs).